# Гіпотеза Червоної Королеви
Гіпотеза Червоної Королеви, Червона Королева, Гонитва Червоної Королеви, або Ефект Червоної Королеви — це гіпотеза, яка пояснює деякі аспекти еволюції. Термін взятий з Гонитви Червоної Королеви, епізоду у творі Льюїса Керрола «Аліса в задзеркаллі». Червона Королева в творі сказала: «Необхідно бігти щодуху, щоб залишатися на одному і тому ж місці.» Принцип Червоної Королеви можна сформулювати так:
| Для еволюційної системи постійний розвиток необхідний лише для того, щоб зберігати свою відносну пристосованість по-відношенню до систем, що коеволюціонують з нею. |

Гіпотеза спрямована пояснити два різні феномени: переваги статевого розмноження на індивідуальному рівні та постійні еволюційні перегони озброєнь (англ. evolutionary arms race) між конкуруючими видами, а також між паразитом і хазяїном.

## Деякі докази
Аналіз процесів видоутворення і вимирання видів, проведений за палеонтологічними рештками для 19 родин кайнозойських ссавців, показав справедливість гіпотези Червоної Королеви, згідно з якою основною причиною вимирання було поступове погіршення якості середовища для еволюціонуючої клади (групи споріднених видів). Різноманітність всієї групи знижується рівною мірою через зменшення швидкості видоутворення і через збільшення швидкості зникнення видів.

## Еволюційні перегони озброєнь

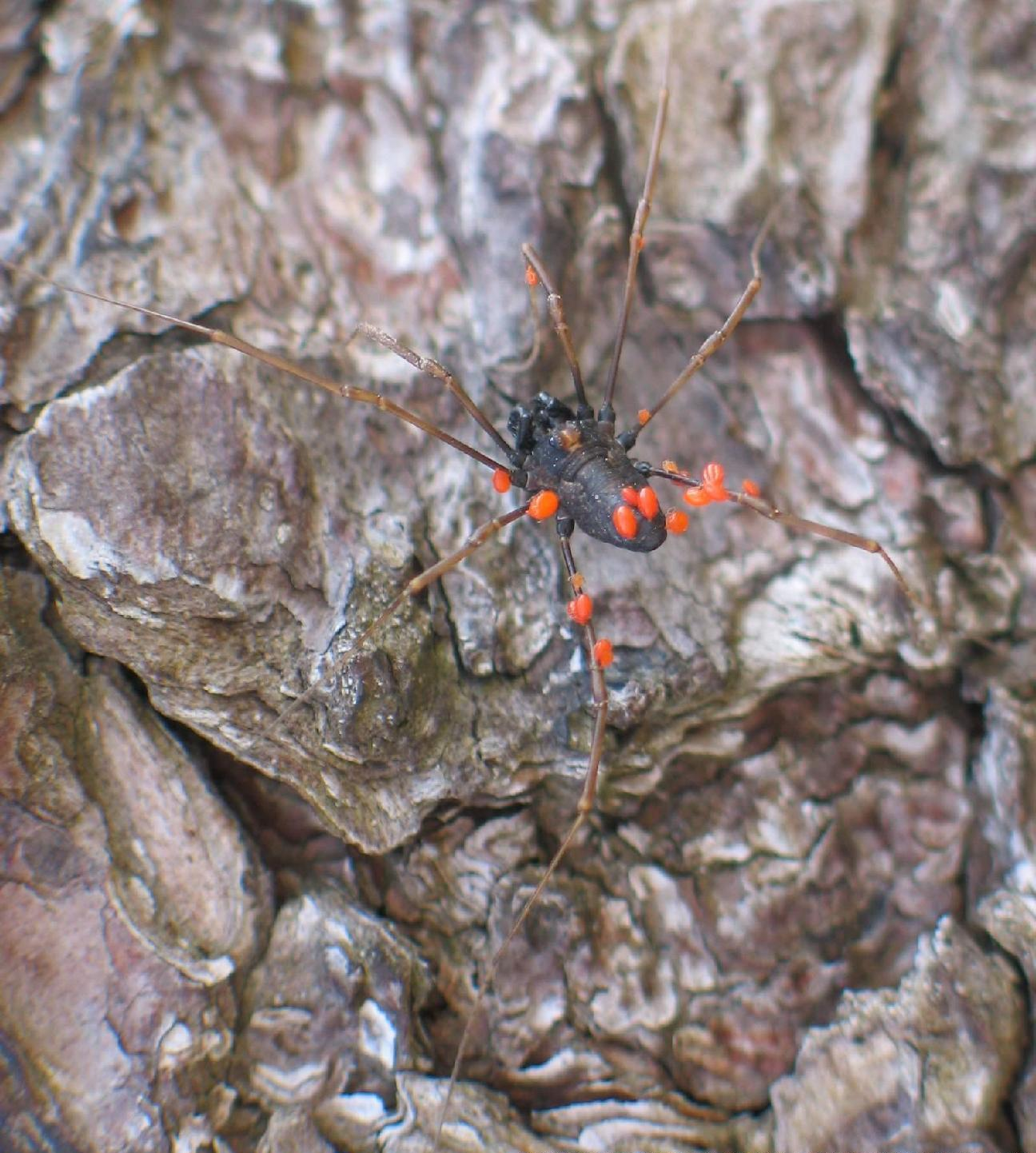
Паразити постійно знаходяться в процесі еволюційних перегонів озброєнь зі своїми хазяїнами

Початково метафора «еволюційних перегонів озброєнь», яку висунув Лейг ван Вален (англ. Leigh Van Valen)(1973), знайшла місце для опису біологічних процесів, схожих до перегонів озброєнь. Він запропонував Гіпотезу Червоної Королеви як суміжну до запропонованого ним Закону Вимирання (1973), який він вивів зі спостереження про константну ймовірність вимирання всередині родин організмів в геологічному часі. Іншими словами, ван Вален відкрив, що здатність родини організмів до виживання не зростає з часом і ймовірність вимирання будь-якої родини є випадковою. Гіпотеза Червоної Королеви, сформульована ван Валеном, надає концептуальний фундамент для розуміння еволюційних перегонів озброєнь, навіть якщо пряма перевірка гіпотези є примарною, особливо на макроеволюційному рівні. Ця гіпотеза схожа на феномен систем з критичною самоорганізацією. Наприклад тому, що кожне вдосконалення чи виникнення певної фенотипової ознаки в одного виду призводить до виникнення селективної переваги для нього і це виразиться у зростанні пристосованості виду. Але, оскільки різні види переважно коеволюціонують, вдосконалення в одного виду призведе до того, що він отримає перевагу у конкуренції з іншими видами. Це означає те, що коли пристосованість однієї еволюційної системи зростає, це призводить до зниження пристосованості в іншій системі. Єдиний шлях для видів, які вплутані в конкуренцію за ресурси — підтримання своєї відносної пристосованості, шляхом вдосконалення видової пристосованості. Найочевиднішим прикладом ефекту є «перегони озброєнь» між хижаком і жертвою, де єдиним шляхом компенсації хижаком кращих захисних механізмів жертви (наприклад, зайці почали бігати швидше) є розвиток кращих механізмів нападу (наприклад, лисиці змушені бігати швидше). В цьому випадку ми можемо розглядати збільшення відносного вдосконалення (швидший біг) також як абсолютне зростання пристосованості. Розглядання статі і розмноження в рамках гіпотези Червоної Королеви не було зроблене ван Валеном. Його гіпотеза була на макроеволюційному, тобто надвидовому рівні. Мікроеволюційну версію гіпотези Червоної Королеви висунув Белл 1982 року, він також цитував вислів Червоної Королеви Льюїса Керрола, проте не цитував ван Валена.